# Франц, Эдуард
Эдуард Франц (англ. Eduard Franz), имя при рождении Эдуард Франц Шмидт (англ. Eduard Franz Schmidt; 31 октября 1902 года — 10 февраля 1983 года) — американский актёр театра, кино и телевидения 1940—1980-х годов.
Франц сыграл короля Ахава в библейском фильме «Грехи Иезавели» (1953), Иофора — в «Десяти заповедях» (1956) и Джоама — в «Сказании о Руфи» (1960). К другим наиболее известным картинам с участием Франца относятся «Бессмысленный триумф» (1948) «Мадам Бовари» (1949), «Водоворот» (1950), «Великолепный янки» (1950), «Нечто из иного мира» (1951), «Пустынный лис» (1951), «Сломанное копьё» (1954), «Прожигая жизнь» (1954), «Хатари!» (1962), «Психоаналитик президента» (1967) и «Джонни взял ружьё» (1971).

## Ранние годы и театральная карьера
Эдуард Франц, имя при рождении Эдуард Франц Шмидт, родился 31 октября 1902 года в Милуоки. С ранних лет он хотел стать художником, решив специализироваться на коммерческом искусстве. Он поступил в Университет Висконсина, где учился на художника. Одновременно в сезоне 1922—1923 годов он начал выступать в составе театральной труппы The Wisconsin Players Theater. Этого оказалось достаточно, чтобы Франц решил стать театральным актёром.
В сезоне 1924—1925 годов Франц играл в труппе Coffer-Muller Players в Чикаго, а в 1925 году направился в Нью-Йорк, где стал выступать под именем Эдуард Франц. У него была постоянная работа в театре вплоть до 1930 года. Первоначально он играл в знаменитом театре Provincetown Players в Гринвич-Виллидж, а с 1928 года стал выступать на Бродвее, появившись в спектаклях «Интернационал» (1928), «Горячая сковорода» (1928) и «Разорванная цепь» (1929).
Когда грянула Великая депрессия, Франц с молодой женой переехал в Техас, где семья зарабатывала на жизнь разведением кур на унаследованной ферме. Однако через некоторое время Франц с семьёй вернулся в Висконсин. Ради заработка Франц стал преподавать искусство, одновременно играя в местных театрах, включая Wisconsin Players.
К 1936 году Франц вернулся на общенациональную сцену, выступая в театрах Нью-Йорка и Лос-Анджелеса. С 1939 года Франц возобновил бродвейскую карьеру, на протяжении последующих восьми лет сыграв в спектаклях «Мисс Свон ожидает» (1939), «Ферма трёх эхо» (1939—1940), «Первый шаг на небеса» (1941), «Кафе „Корона“» (1942), «Русский народ» (1942—1943), «Яростная судьба» (1943—1944), «Вишнёвый сад» (1944), «Похищенные небеса» (1944—1945) с Этель Берримор, «Чужой» (1945), «Дом отважных» (1945—1946), «Двое больших» (1947). Его лучшими ролями были Петя Трофимов в «Вишнёвом саде» и армейский психиатр — в «Доме отважных». Талантливый певец и актёр, в период с 1944 по 1947 год Франц играл также главные роли в опереттах Муниципального оперного театра Сент-Луиса.
После почти 20 лет на бродвейской сцене в 1947 году Франц решил попробовать свои силы в кино. Позднее Франц возвращался на Бродвей, сыграв в спектаклях «Умник» (1957), «Разговор в полночь» (1964), «Те, которые играют клоунов» (1966) и «В деле Роберта Оппенгеймера» (1969).

## Карьера в кинематографе
В 1947 году Франц переехал в Калифорнию, где нашёл постоянную работу на следующие 30 лет как характерный актёр на всех крупных голливудских студиях.
В 1948 году Франц появился в трёх фильмах, в том числе в фильме нуар «Бессмысленный триумф» (1948), где сыграл брата профессионального преступника в бегах (Пол Хенрейд), выдающего себя за психиатра, которого убил. Кроме того, Франц сыграл небольшую роль в историческом приключенческом экшне с Джоном Уэйном «Найти „Красную ведьму“» (1948), а также в шпионской мелодраме с Дэной Эндрюсом и Джин Тирни «Железный занавес» (1948) о бегстве советского шифровальщика в канадском посольстве на Запад.
В 1949 году Франц сыграл в мелодраме Винсента Минелли «Мадам Бовари» (1949), в которой главные роли сыграли Дженнифер Джонс и Джеймс Мейсон. У него также была заметная роль в фильме нуар Отто Премингера «Водоворот» (1950) с Джин Тирни и Ричардом Конте, а также в биографической драме об известном адвокате «Великолепный янки» (1950) с Луи Кэлхерном в заглавной роли, где Франц сыграл важную роль судьи Брандейса. По мнению историка кино Хэла Эриксона, роли таких интеллектуалов как судья Луис Брандейс, удавались Францу лучше всего.
В 1951 году Франц исполнил заглавную роль химика и крупного промышленника Элетера Ирене Дюпона в биографической драме «История Дюпона» (1951), которая однако осталась практически незамеченной. В том же году Франц сыграл в таких популярных биографических картинах, как военная драма «Пустынный лис» (1951) с Джеймсом Мейсоном в роли немецкого генерал-фельдмаршала Эрвина Роммеля, а также «Великий Карузо» (1951) с Марио Ланцей в заглавной роли. В научно-фантастическом фильме «Нечто из иного мира» (1951) Франц сыграл «близкую своему обычному амплуа роль учёного, доктора Стерна, который в составе маленькой команды военных борется с инопланетянином». В юридическом фильме нуар «Неизвестный человек» (1951) с Уолтером Пиджоном в главной роли добропорядочного адвоката, Франц сыграл коррумпированного члена городской комиссии по борьбе с преступностью, который тайно возглавляет преступную сеть в городе.
В музыкальном биографическом фильме «Певец джаза» (1952) У Франца была важная роль хаззана синагоги Давида Голдинга, который с неодобрением воспринимает решение сына Джерри Голдинга (Дэнни Томас) стать поп-артистом, вместо того, чтобы продолжить дело отца. Другими фильмами Франца стали мюзикл с Марио Ланцей «Потому что ты моя» (1952), мелодрама с Ральфом Микером и Нэнси Рейган «Тень на небе» (1952) и военная драма с Робертом Митчемом «Минута до нуля» (1952). После романтических комедий «Латинские любовники» (1953) с Ланой Тёрнер и «Идеальная жена» (1953) с Кэри Граном и Деборой Керр Франц сыграл индейца Две луны в вестерне «Сломанное копьё» (1954) с участием Спенсера Трейси. В том же году он выступил в роли астролога в исторической драме об Аттиле «Знак язычника» (1954), был французским плантатором в военной драме с Тони Кёртисом «Береговой платцдарм» (1954), действие которого происходит на одном их тихоокеанских островов, и доктором в музыкальной комедии с Дином Мартином и Джерри Льюисом «Прожигая жизнь» (1954).
Он сыграл вождя Сломанная рука а вестерне «Белое перо» (1955) и индейца Красное облако в вестерне «Индейский воин» (1955) с Кирком Дугласом в главной роли, а также появился в военном вестерне со Стерлингом Хейденом «Последняя команда» (1955) и сыграл Короля Эдуарда в исторической мелодраме «Леди Годива из Ковентри» (1955) с Морин О’Харой в заглавной роли. Год спустя Франц исполнил важную роль в крупнобюджетной библейской драме режиссёра Сесиля Б. Демилля «Десять заповедей» (1956) с Чарлтоном Хестоном в главной роли, сыграв Иофора, еврейского старца и тестя Моисея, у которого тот остановился после изгнания в пустыню. В фильме нуар «Человек боится» (1957) Франц сыграл отца юного грабителя, преследующего священника, который в порядке самообороны убил его сына, когда тот проник в его дом. Год спустя у Франца была роль отца Хозе в вестерне «Герой револьвера» (1958) , а также роль в вестерне «Последний из негодяев» (1958) с Фредом Макмюрреем в главной роли. У Франца также была роль священника в драме наполеоновских времён «Чудо» (1959) с Роджером Муром и Кэрролл Бейкер, а также главная роль университетского профессора в малобюджетном фильме ужасов «Четыре черепа Джонатана Дрейка» (1959).
Франц предстал в образе Джоама в библейском фильме «Сказание о Руфи» (1960), а в биографическом фильме «Франциск Ассизский» (1961) сыграл роль отца этого знаменитого религиозного деятеля. Год спустя Франц сыграл доктора в приключенческой комедии «Хатари!» (1962) с Джоном Уэйном в главной роли. В 1962 году Франц был главным советником короля в версии Metro-Goldwyn-Mayer известной сказки «Красавица и чудовище» (1962) . После четырёхлетнего перерыва Франц появился на большом экране в роли профессора в фантастическом экшне «Киборг 2087» (1966), он также сыграл в фантастической комедии с Джеймсом Кобурном «Психоаналитик президента» (1967). В драме «Джонни взял ружьё» (1971) он был полковником американской армии времён Первой мировой войны и стариком — в своём последнем фильме, фантастической ленте «Сумеречная зона: фильм» (1983).

## Карьера на телевидении
С 1952 года Франц начал работать на телевидении, сыграв за время своей карьеры в 123 эпизодах 68 различных сериалов. В 1957 году Франц сыграл Грегорио Вердуго в пяти эпизодах сериала «Зорро» (1957). В 1963—1964 годах Франц исполнил главную роль директора психиатрической клиники, доктора Уильяма Рейнера в 30 эпизодах медицинского телесериала «Переломный момент» (1963—1964) . По мнению Берта Фолкарта из «Лос-Анджелес таймс», «эта роль стала, вероятно, самой известной в его карьере для американской аудитории».
Франц также играл гостевые роли в таких сериалах, как «Дымок из ствола» (1956—1974), «Караван повозок» (1957—1962), «Есть оружие — будут путешествия» (1961), «Дни в Долине смерти» (1962), «Сыромятная плеть» (1962), «Бонанза» (1963), «Беглец» (1966), «Виргинец» (1966), «ФБР» (1966—1969), «Мэнникс» (1969) и «Улицы Саг-Франциско» (1975), «Вегас» (1979) и «Супруги Харт» (1980—1982).

## Актёрское амплуа и оценка творчества
Как отмечают кинокритики, основным амплуа Эдуарда Франца были умные и знающие персонажи. Очень часто в 1950-е и 1960-е годы, если продюсерам требовался умный характерный актёр, они вызывали Эдуарда Франца. Его серьёзное, интеллектуальное выражение лица помогало получать такие роли — и именно по ним его помнят в первую очередь. Его специализацией были знающие врачи, а в вестернах он зачастую играл опытных индейских вождей. Тем не менее Франц был разносторонним актёром и за свою почти 50-ленюю карьеру сыграл широкий спектр персонажей. Хотя большинство ролей Франца были ролями второго плана в фильмах категории В или эпизодами в фильмах категории А, у него были и заметные работы, особенно, в 1950-е и в начале 1960-х годов.

## Личная жизнь
Эдуард Франц был женат. Жена Маргарет осталась его последним близким родственником на момент смерти.

## Смерть
Эдуард Франц умер 10 февраля 1983 года в больнице Сенчури-Сити в Лос-Анджелесе в возрасте 80 лет после продолжительной болезни.

## Фильмография
| Год         |     | Русское название                | Оригинальное название                  | Роль                                   |
| ----------- | --- | ------------------------------- | -------------------------------------- | -------------------------------------- |
| 1948        | ф   | Железный занавес                | The Iron Curtain                       | майор Семён Кулин                      |
| 1948        | ф   | Бессмысленный триумф            | Hollow Triumph                         | Фредерик Мюллер                        |
| 1948        | ф   | Найти «Красную ведьму»          | Wake of the Red Witch                  | Хармензун Ван Шревен                   |
| 1949        | ф   | Застава в Марокко               | Outpost in Morocco                     | эмир Бел-Рашада                        |
| 1949        | ф   | Мадам Бовари                    | Madame Bovary                          | Руо                                    |
| 1949        | ф   | О, красотка                     | Oh, You Beautiful Doll                 | Готтфрид Стайнер                       |
| 1949        | ф   | Водоворот                       | Whirlpool                              | Мартин Эвери                           |
| 1949        | ф   | Фрэнсис                         | Francis                                | полковник Плеппер                      |
| 1950        | ф   | Порочные годы                   | The Vicious Years                      | Эмилио Росси                           |
| 1950        | ф   | Срочная свадьба                 | Emergency Wedding                      | доктор Хеймер                          |
| 1950        | ф   | История Дюпона                  | The Du Pont Story                      | Элютер Ирини Дюпон                     |
| 1950        | ф   | Великолепный янки               | The Magnificent Yankee                 | судья Луис Брандейс                    |
| 1950        | ф   | Голдберги                       | The Goldbergs                          | Александр «Эйби» Абель                 |
| 1951        | ф   | Нечто из иного мира             | The Thing from Another World           | доктор Стерн                           |
| 1951        | ф   | Великий Карузо                  | The Great Caruso                       | Джулио Гатти-Казацца                   |
| 1951        | ф   | Пустынный лис                   | The Desert Fox: The Story of Rommel    | полковник Клаус фон Штауффенберг       |
| 1951        | ф   | Неизвестный человек             | The Unknown Man                        | Эндрю Джейсон «Энди» Лейфорд           |
| 1952        | ф   | Минута до нуля                  | One Minute to Zero                     | доктор Густав Энгстранд                |
| 1952        | ф   | Тень в небесах                  | Shadow in the Sky                      |                                        |
| 1952        | ф   | Потому что ты моя               | Because You're Mine                    | Альберт Парксон Фостер                 |
| 1952        | ф   | Всё моё – твоё                  | Everything I Have Is Yours             | Фил Мейснер                            |
| 1952        | ф   | Певец джаза                     | The Jazz Singer                        | кантор Давид Голдинг                   |
| 1952 — 1953 | с   | Кавалькада Америки              | Cavalcade of America                   | разные роли (2 эпизода)                |
| 1953        | кор | Три жизни                       | Three Lives                            |                                        |
| 1953        | ф   | Идеальная жена                  | Dream Wife                             | хан Букистана                          |
| 1953        | ф   | Латинские любовники             | Latin Lovers                           | доктор Лайонел У. Ньюман               |
| 1953        | ф   | Грехи Иезавели                  | Sins of Jezebel                        | Ахав                                   |
| 1953—1955   | с   | Видеотеатр «Люкс»               | Lux Video Theatre                      | разные роли (2 эпизода)                |
| 1953—1960   | с   | Театр «Дженерал Электрик»       | General Electric Theater               | разные роли (3 эпизода)                |
| 1954        | ф   | Береговой плацдарм              | Beachhead                              | Бушар, французский плантатор           |
| 1954        | ф   | Сломанное копье                 | Broken Lance                           | Две Луны                               |
| 1954        | ф   | Знак язычника                   | Sign of the Pagan                      | астролог                               |
| 1954        | ф   | Прожигая жизнь                  | Living It Up                           | доктор Нассау (в титрах не указан)     |
| 1954        | с   | Агенты Казначейства в действии  | Treasury Men in Action                 | Эд Эмери (1 эпизод)                    |
| 1954—1958   | с   | Кульминация                     | Climax!                                | разные роли (2 эпизода)                |
| 1955        | ф   | Белое перо                      | White Feather                          | вождь Сломанная Рука                   |
| 1955        | ф   | Последняя команда               | The Last Command                       | Лоренцо де Кезада                      |
| 1955        | ф   | Леди Годива из Ковентри         | Lady Godiva of Coventry                | король Эдвард                          |
| 1955        | ф   | Индейский воин                  | The Indian Fighter                     | Красное Облако                         |
| 1955        | с   | Телевизионный театр «Форда»     | The Ford Television Theatre            | Пол (1 эпизод)                         |
| 1955 —1956  | с   | Час «Двадцатого века Фокс»      | The 20th Century-Fox Hour              | разные роли (2 эпизода)                |
| 1955 — 1958 | с   | Театр звёзд «Шлитц»             | Schlitz Playhouse of Stars             | разные роли (4 эпизода)                |
| 1956        | ф   | Трое для Джейми Дона            | Three for Jamie Dawn                   | Антон Карек                            |
| 1956        | ф   | Горящие холмы                   | The Burning Hills                      | Джейкоб Лантц                          |
| 1956        | ф   | Десять заповедей                | The Ten Commandments                   | Иофор                                  |
| 1956        | тф  | Операция «Цицерон»              | Operation Cicero                       | Фон Рихтер                             |
| 1956        | с   | Касабланка                      | Casablanca                             | Бен Хассан (1 эпизод)                  |
| 1956        | с   | В суде                          | On Trial                               | Де Сантре (1 эпизод)                   |
| 1956—1974   | с   | Дымок из ствола                 | Gunsmoke                               | разные роли (2 эпизода)                |
| 1957        | ф   | Человек боится                  | Operation Cicero                       | Карл Симмонс                           |
| 1957        | с   | Перекрёстки                     | Crossroads                             | (1 эпизод)                             |
| 1957        | с   | Паника                          | Panic!                                 | Джордж Мейсон (1 эпизод)               |
| 1957        | с   | Шоу месяца от «Дюпон»           | The DuPont Show of the Month           | Данн (1 эпизод)                        |
| 1957 —1962  | с   | Караван повозок                 | Wagon Train                            | разные роли (2 эпизода)                |
| 1958        | тф  | Коллекционная вещь              | Collector's Item                       | доктор Писли                           |
| 1958        | ф   | День негодяя                    | Day of the Badman                      | Эндрю Оуэнс                            |
| 1958        | ф   | Герой револьвера                | The Last of the Fast Guns              | падре Хозе                             |
| 1958        | ф   | Уверенная улыбка                | A Certain Smile                        | М. Валлон                              |
| 1958        | с   | Театр 90                        | Playhouse 90                           | Бёртон Уилесс (1 эпизод)               |
| 1958        | с   | Беспокойное оружие              | The Restless Gun                       | Дэвид Маркус (1 эпизод)                |
| 1958        | с   | Зорро                           | Zorro                                  | Григорио Вергуго (5 эпизодов)          |
| 1958        | с   | Преследование                   | Pursuit                                | (1 эпизод)                             |
| 1959        | ф   | Четыре черепа Джонатана Дрейка  | The Four Skulls of Jonathan Drake      | Джонатан Дрейк                         |
| 1959        | ф   | Чудо                            | The Miracle                            | священник (в титрах не указан)         |
| 1959        | с   | Письмо к Лоретте                | Letter to Loretta                      | отец Траверс (1 эпизод)                |
| 1959        | с   | Маркэм                          | Markham                                | отец Майк Уэзергей (1 эпизод)          |
| 1959        | с   | Помощник шерифа                 | The Deputy                             | Уилк, гитарист (1 эпизод)              |
| 1959        | с   | Звёздное время                  | Startime                               | кантор Моррис Рабинович (1 эпизод)     |
| 1959        | с   | Шоу Дэвида Найвена              | The David Niven Show                   | заключённый Антон Хейг (1 эпизод)      |
| 1959        | с   | Симаррон                        | Cimarron City                          | профессор Джеймс Кинг (1 эпизод)       |
| 1959 —1960  | с   | Разыскивается живым или мёртвым | Wanted: Dead or Alive                  | разные роли (2 эпизода)                |
| 1960        | ф   | Сказание о Руфи                 | The Story of Ruth                      |                                        |
| 1960        | с   | Шоу «Дюпон» с Джун Эллисон      | The DuPont Show with June Allyson      | Джулс Силберг (1 эпизод)               |
| 1960        | с   | Майкл Шейн                      | Michael Shayne                         | доктор Томас Томпсон (1 эпизод)        |
| 1960        | с   | Случай опасного Робина          | The Case of the Dangerous Robin        | (1 эпизод)                             |
| 1961        | ф   | Самое свирепое сердце           | The Fiercest Heart                     | Хьюго Бомон                            |
| 1961        | ф   | Франциск Ассизский              | Francis of Assisi                      | Пьетро Бернардоне                      |
| 1961        | с   | Есть оружие – будут путешествия | Have Gun - Will Travel                 | герр Людвиг Доннер (1 эпизод)          |
| 1961        | с   | Закон и мистер Джонс            | The Law and Mr. Jones                  | Густав Хелмер (1 эпизод)               |
| 1961        | с   | Шоу Барбары Стэнвик             | The Barbara Stanwyck Show              | доктор Пол Олдрич (1 эпизод)           |
| 1962        | ф   | Хатари!                         | Hatari!                                | доктор Сандерсон                       |
| 1962        | ф   | Красавица и чудовище            | Beauty and the Beast                   | Орсини                                 |
| 1962        | с   | Стоуни Бёрк                     | Stoney Burke                           | Терри Мид (1 эпизод)                   |
| 1962        | с   | Сыромятная плеть                | Rawhide                                | мэр Арнольд Опель (1 эпизод)           |
| 1962        | с   | Дни в Долине Смерти             | Death Valley Days                      | рабби Илай Липнер (1 эпизод)           |
| 1962 —1963  | с   | Шоу Дика Пауэлла                | The Dick Powell Show                   | разные роли (2 эпизода)                |
| 1962—1967   | с   | Интуиция                        | Insight                                | разные роли (3 эпизода)                |
| 1963        | с   | Бен Кейси                       | Ben Casey                              | доктор Уильям Раймер (1 эпизод)        |
| 1963        | с   | Бонанза                         | Bonanza                                | Мариус Энгервилл (1 эпизод)            |
| 1963        | с   | Бескрайняя страна               | Wide Country                           | доктор Карл Лакинс (1 эпизод)          |
| 1963—1964   | с   | Переломный момент               | Breaking Point                         | доктор Уильям Раймер (30 эпизодов)     |
| 1964        | с   | Боб Хоуп представляет           | Bob Hope Presents the Chrysler Theatre | Виктор Ситон (1 эпизод)                |
| 1965        | с   | Для людей                       | For the People                         | судья Ньюман (1 эпизод)                |
| 1966        | ф   | Киборг 2087                     | Cyborg 2087                            | профессор Зигмунд Маркс                |
| 1966        | с   | Виргинец                        | The Virginian                          | Два Орла (1 эпизод)                    |
| 1966        | с   | Беглец                          | The Fugitive                           | Эдвард Роланд (1 эпизод)               |
| 1966        | с   | Вертикальный взлёт              | 12 O'Clock High                        | адмирал Зигфрид фон Кройтер (1 эпизод) |
| 1966        | с   | Человек по имени Шенандоа       | A Man Called Shenandoah                | доктор Джошуа Маколи (1 эпизод)        |
| 1966—1969   | с   | ФБР                             | The F.B.I.                             | разные роли (3 эпизода)                |
| 1967        | ф   | Психоаналитик президента        | The President's Analyst                | Этан Аллан Коккет                      |
| 1967        | с   | Захватчики                      | The Invaders                           | премьер Тор Хелворсен (2 эпизода)      |
| 1969        | с   | Мэнникс                         | Mannix                                 | доктор Харрис (1 эпизод)               |
| 1969        | с   | Требуется вор                   | It Takes a Thief                       | мистер Джонсон (1 эпизод)              |
| 1969        | с   | Мой друг Тони                   | My Friend Tony                         | (1 эпизод)                             |
| 1970        | тф  | Братство колокола               | The Brotherhood of the Bell            | доктор Константин Хорваты              |
| 1970        | с   | Интерны                         | The Interns                            | Гас (1 эпизод)                         |
| 1970 —1975  | с   | Медицинский центр               | Medical Center                         | разные роли (2 эпизода)                |
| 1971        | ф   | Джонни взял ружье               | Johnny Got His Gun                     | полковник/генерал Тиллери              |
| 1972        | с   | Задание в Вене                  | Assignment: Vienna                     | профессор Хейз (1 эпизод)              |
| 1973        | с   | Оуэн Маршалл, адвокат           | Owen Marshall, Counselor at Law        | доктор Льюис (1 эпизод)                |
| 1973        | с   | Ребро Адама                     | Adam's Rib                             | Уиттакер (1 эпизод)                    |
| 1973 —1976  | с   | Уолтоны                         | The Waltons                            | разные роли (2 эпизода)                |
| 1974        | тф  | Секс-символ                     | The Sex Symbol                         | Отто Литски, озвучка                   |
| 1974        | с   | Новобранцы                      | The Rookies                            | судья Колдвелл(1 эпизод)               |
| 1974        | с   | Эпплы                           | Apple's Way                            | Х. Джей Суонсон (1 эпизод)             |
| 1975        | с   | Улицы Сан Франциско             | The Streets of San Francisco           | Лео Стейнер (1 эпизод)                 |
| 1975        | с   | АВС: Специально после школы     | ABC Afterschool Specials               | Дедушка (1 эпизод)                     |
| 1978        | с   | Бионическая женщина             | The Bionic Woman                       | Кай (1 эпизод)                         |
| 1978—1979   | с   | Отдел 5-O                       | Hawaii Five-O                          | разные роли (2 эпизода)                |
| 1979        | с   | Бумажная погоня                 | The Paper Chase                        | Эрни-старший (1 эпизод)                |
| 1979        | с   | Вегас                           | Vega$                                  | Джафай (1 эпизод)                      |
| 1980 —1982  | с   | Супруги Харт                    | Hart to Hart                           | разные роли (2 эпизода)                |
| 1983        | ф   | Сумеречная зона                 | Twilight Zone: The Movie               | старик                                 |